# Will Young

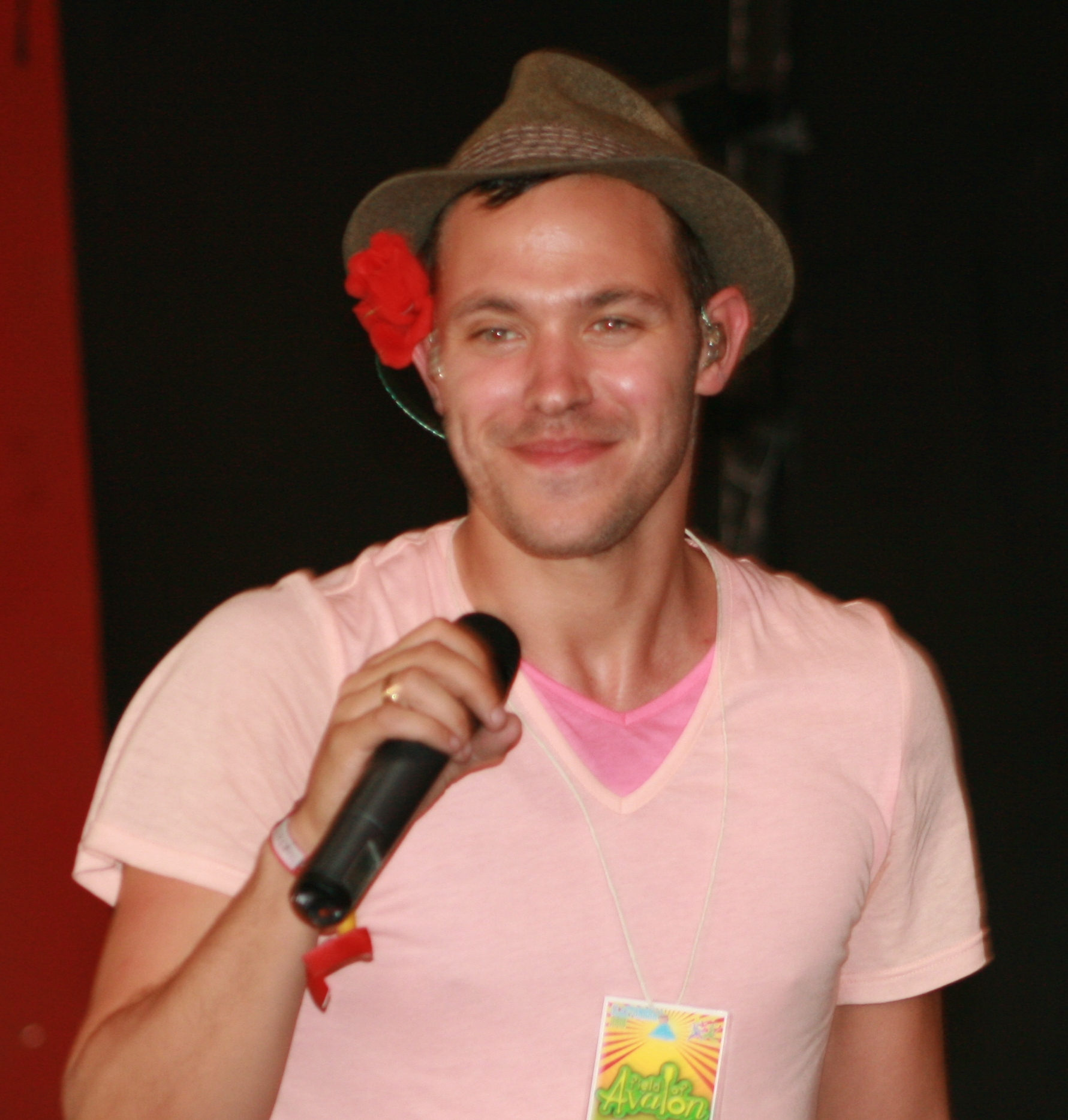
Will Young (2008)

William Robert „Will“ Young (* 20. Januar 1979 in Wokingham, Berkshire, Großbritannien) ist ein britischer Sänger und Schauspieler.

## Karriere
Young wurde 1979 im britischen Wokingham geboren und wuchs in Hungerford auf. Er startete seine Karriere im März 2002 als Gewinner der ersten Castingshow Pop Idol im britischen Fernsehen. Ebenfalls im März 2002 outete er sich als schwul. 
Wills erste Single umfasste den Song Evergreen, den schon vorher die Gruppe Westlife herausbrachte, und Anything Is Possible, der von Cathy Dennis für den Gewinner der Castingshow geschrieben wurde. Am Tag der Veröffentlichung wurden 403.027 Exemplare verkauft und die Single somit zur meistverkauften Debüt-Single in der Geschichte der britischen Charts. Mit über 1,7 Mio. Tonträgern steht die Single heute auf Platz 12 der Liste der meistverkauften Singles Großbritanniens.
Auch in anderen Ländern versuchte Young an seine Erfolge in Großbritannien anzuknüpfen.
2003 erschien sein Debüt-Album From Now On  auch in Deutschland, Italien und den Niederlanden. In Italien und in den Niederlanden hatte er gute Erfolge erzielt, jedoch blieb in Deutschland der Erfolg aus. Mit der Single  All Time Love  versuchte er 2006 erneut, den Durchbruch in Deutschland zu schaffen, was ihm jedoch abermals verwehrt blieb.
Neben zahlreichen Auszeichnungen erhielt Young den Brit Award 2003 als Best Newcomer und 2005 für seine Single Your Game. Im selben Jahr feierte er sein Schauspieldebüt als Berty in Stephen Frears’ Komödie Lady Henderson präsentiert, an der Seite von u. a. Judi Dench und Bob Hoskins.
Im Januar 2021 nahm Young als Lionfish an der dritten Staffel der britischen Version von The Masked Singer teil, in der er den zehnten von insgesamt zwölf Plätzen erreichte.

## Diskografie

### Studioalben
| Jahr | Titel                        | Höchstplatzierung, Gesamtwochen, AuszeichnungChartplatzierungen (Jahr, Titel, Platzierungen, Wochen, Auszeichnungen, Anmerkungen) | Höchstplatzierung, Gesamtwochen, AuszeichnungChartplatzierungen (Jahr, Titel, Platzierungen, Wochen, Auszeichnungen, Anmerkungen) | Höchstplatzierung, Gesamtwochen, AuszeichnungChartplatzierungen (Jahr, Titel, Platzierungen, Wochen, Auszeichnungen, Anmerkungen) | Höchstplatzierung, Gesamtwochen, AuszeichnungChartplatzierungen (Jahr, Titel, Platzierungen, Wochen, Auszeichnungen, Anmerkungen) | Anmerkungen                              |
| Jahr | Titel                        | DE | CH | UK | US | Anmerkungen                              |
| ---- | ---------------------------- | --- | --- | --- | --- | ---------------------------------------- |
| 2002 | From Now On                  | DE62 (2 Wo.)DE | — | UK1 ×2Doppelplatin · (29 Wo.)UK                                                                                                   | — | Erstveröffentlichung: 7. Oktober 2002    |
| 2003 | Friday’s Child               | — | — | UK1 ×5Fünffachplatin · (49 Wo.)UK                                                                                                 | — | Erstveröffentlichung: 1. Dezember 2003   |
| 2005 | Keep On                      | — | — | UK2 ×3Dreifachplatin · (42 Wo.)UK                                                                                                 | — | Erstveröffentlichung: 21. November 2005  |
| 2008 | Let It Go                    | — | — | UK2 Platin · (24 Wo.)UK | — | Erstveröffentlichung: 29. September 2008 |
| 2011 | Echoes                       | — | — | UK1 Platin · (45 Wo.)UK | — | Erstveröffentlichung: 22. August 2011    |
| 2015 | 85% Proof                    | — | — | UK1 Gold · (26 Wo.)UK | — | Erstveröffentlichung: 25. Mai 2015       |
| 2019 | Lexicon                      | — | CH84 (1 Wo.)CH | UK2 (4 Wo.)UK | — | Erstveröffentlichung: 21. Juni 2019      |
| 2021 | Crying on the Bathroom Floor | — | — | UK3 (3 Wo.)UK | — | Erstveröffentlichung: 6. August 2021     |
| 2024 | Light It Up                  | — | — | UK5 (1 Wo.)UK | — | Erstveröffentlichung: 9. August 2024     |

### Kompilationen
| Jahr | Titel                       | Höchstplatzierung, Gesamtwochen, AuszeichnungChartplatzierungen (Jahr, Titel, Platzierungen, Wochen, Auszeichnungen, Anmerkungen) | Höchstplatzierung, Gesamtwochen, AuszeichnungChartplatzierungen (Jahr, Titel, Platzierungen, Wochen, Auszeichnungen, Anmerkungen) | Höchstplatzierung, Gesamtwochen, AuszeichnungChartplatzierungen (Jahr, Titel, Platzierungen, Wochen, Auszeichnungen, Anmerkungen) | Höchstplatzierung, Gesamtwochen, AuszeichnungChartplatzierungen (Jahr, Titel, Platzierungen, Wochen, Auszeichnungen, Anmerkungen) | Anmerkungen                             |
| Jahr | Titel                       | DE | CH | UK | US | Anmerkungen                             |
| ---- | --------------------------- | --- | --- | --- | --- | --------------------------------------- |
| 2009 | The Hits                    | — | — | UK7 ×2Doppelplatin · (22 Wo.)UK                                                                                                   | — | Erstveröffentlichung: 16. November 2009 |
| 2013 | The Essential               | — | — | UK15 Gold · (6 Wo.)UK | — | Erstveröffentlichung: 14. Oktober 2013  |
| 2022 | 20 Years: The Greatest Hits | — | — | UK6 (1 Wo.)UK | — | Erstveröffentlichung: 27. Mai 2022      |

Weitere Alben
- 2003: Will Young Live (UK: Gold)
- 2005: Live in London (UK: Gold)
- 2010: Leave Right Now

### Singles
| Jahr | Titel Album                                                                           | Höchstplatzierung, Gesamtwochen, AuszeichnungChartplatzierungen (Jahr, Titel, Album, Platzierungen, Wochen, Auszeichnungen, Anmerkungen) | Höchstplatzierung, Gesamtwochen, AuszeichnungChartplatzierungen (Jahr, Titel, Album, Platzierungen, Wochen, Auszeichnungen, Anmerkungen) | Höchstplatzierung, Gesamtwochen, AuszeichnungChartplatzierungen (Jahr, Titel, Album, Platzierungen, Wochen, Auszeichnungen, Anmerkungen) | Höchstplatzierung, Gesamtwochen, AuszeichnungChartplatzierungen (Jahr, Titel, Album, Platzierungen, Wochen, Auszeichnungen, Anmerkungen) | Anmerkungen                                               |
| Jahr | Titel Album                                                                           | DE | CH | UK | US | Anmerkungen                                               |
| ---- | ------------------------------------------------------------------------------------- | --- | --- | --- | --- | --------------------------------------------------------- |
| 2002 | Anything Is Possible / Evergreen From Now On                                          | — | — | UK1 ×3Dreifachplatin · (23 Wo.)UK | — | Erstveröffentlichung: 25. Februar 2002                    |
| 2002 | Light My Fire From Now On                                                             | DE44 (9 Wo.)DE | CH76 (3 Wo.)CH | UK1 Gold · (24 Wo.)UK | — | Erstveröffentlichung: 27. Mai 2002                        |
| 2002 | The Long and Winding Road / Suspicious Minds From Now On / What My Heart Wants to Say | — | — | UK1 Gold · (26 Wo.)UK | — | Erstveröffentlichung: 23. September 2002 mit Gareth Gates |
| 2002 | Don’t Let Me Down / You and I From Now On                                             | — | — | UK2 Silber · (17 Wo.)UK | — | Erstveröffentlichung: 18. November 2002                   |
| 2003 | Leave Right Now Friday’s Child                                                        | — | — | UK1 Platin · (18 Wo.)UK | US81 (1 Wo.)US | Erstveröffentlichung: 24. November 2003                   |
| 2004 | Your Game Friday’s Child                                                              | — | — | UK3 (12 Wo.)UK | — | Erstveröffentlichung: 15. März 2004                       |
| 2004 | Friday’s Child                                                                        | — | — | UK4 (11 Wo.)UK | — | Erstveröffentlichung: 5. Juli 2004                        |
| 2005 | Switch It On Keep On                                                                  | — | — | UK5 (11 Wo.)UK | — | Erstveröffentlichung: 14. November 2005                   |
| 2006 | All Time Love Keep On                                                                 | DE69 (3 Wo.)DE | — | UK3 Silber · (19 Wo.)UK | — | Erstveröffentlichung: 16. Januar 2006                     |
| 2006 | Who Am I Keep On                                                                      | — | — | UK11 (19 Wo.)UK | — | Erstveröffentlichung: 24. April 2006                      |
| 2008 | Changes Let It Go                                                                     | — | — | UK10 (10 Wo.)UK | — | Erstveröffentlichung: 15. September 2008                  |
| 2008 | Grace Let It Go                                                                       | — | — | UK33 (9 Wo.)UK | — | Erstveröffentlichung: 22. Dezember 2008                   |
| 2009 | Let It Go                                                                             | — | — | UK58 (1 Wo.)UK | — | Erstveröffentlichung: 2. März 2009                        |
| 2009 | Hopes & Fears The Hits                                                                | — | — | UK65 (1 Wo.)UK | — | Erstveröffentlichung: 8. November 2009                    |
| 2011 | Jealousy Echoes                                                                       | — | — | UK5 Gold · (24 Wo.)UK | — | Erstveröffentlichung: 19. August 2011                     |
| 2011 | Come On Echoes                                                                        | — | — | UK83 (2 Wo.)UK | — | Erstveröffentlichung: 21. November 2011                   |
| 2012 | Losing Myself Echoes                                                                  | — | — | UK72 (1 Wo.)UK | — | Erstveröffentlichung: 18. März 2012                       |

## Auszeichnungen für Musikverkäufe
| Goldene Schallplatte - Irland - 2005: für das Album Keep On - 2009: für das Album The Hits | Platin-Schallplatte - Europa - 2004: für das Album Friday’s Child |

Anmerkung: Auszeichnungen in Ländern aus den Charttabellen bzw. Chartboxen sind in ebendiesen zu finden.
| Land/RegionAuszeichnungen für Musikverkäufe (Land/Region, Auszeichnungen, Verkäufe, Quellen) | Silber     | Gold     | Platin       | Verkäufe    | Quellen        |
| -------------------------------------------------------------------------------------------- | ---------- | -------- | ------------ | ----------- | -------------- |
| Europa (IFPI)                                                                                | —          | —        | Platin1      | (1.000.000) | ifpi.org       |
| Irland (IRMA)                                                                                | —          | 2× Gold2 | —            | 15.000      | irishcharts.ie |
| Vereinigtes Königreich (BPI)                                                                 | 2× Silber2 | 7× Gold7 | 18× Platin18 | 8.600.000   | bpi.co.uk      |
| Insgesamt                                                                                    | 2× Silber2 | 9× Gold9 | 19× Platin19 |             |                |

## Filmografie
- 2001/02 Pop Idol
- 2005 Lady Henderson präsentiert mit Judi Dench
- 2010 Agatha Christie’s Marple (Fernsehserie, 1 Folge)

## Auszeichnungen (Auswahl)

### 2002
- Top of the Pops Award: Top Newcomer, Top Single Evergreen
- National Music Award: Best Male, Best Newcomer

### 2003
- Brit Award: British Breakthrough Artist
- National Music Award: Best Album From Now On

### 2004
- Smash Hit Award
- ITV Record of the Year: Platz 4 Leave Right Now (88 Points)

### 2005
- Brit Award: Best British Single Your Game

### 2006
- Brit Award: British Male Solo Artist

### 2009
- Companion des Liverpool Institute for Performing Arts